# Edifício Rainha da Sucata
O Edifício Tancredo Neves, mais conhecido pelo nome popular Rainha da Sucata, é um edifício em estilo pós-moderno localizado na Praça da Liberdade, em Belo Horizonte. Projetado por Éolo Maia e Sylvio de Podestá, construído em 1980 e inaugurado em 1990. O projeto propõe um diálogo crítico com os demais edifícios da praça.

## Utilização
O edifício já abrigou diversos usos institucionais, dentre os quais o Museu de Mineralogia Professor Djalma Andrade  e o Centro de Informação ao Visitante do Circuito Liberdade.

Desde 2020, abrigava a Casa Funarte Liberdade. O prédio foi desocupado em meados de maio de 2023, permanecendo abandonado desde então. Depois de seis meses vazio, no dia 08 de novembro de 2023 foi anunciado que o Tribunal de Justiça de Minas Gerais utilizará o prédio como sede do coral infantojuvenil. A finalização das obras de melhoria está prevista para 2024.